# Équipe de Guinée-Bissau de football
Cet article traite de l'équipe masculine. Pour l'équipe féminine, voir Équipe de Guinée-Bissau de football féminin.
Maillots
L'équipe de Guinée-Bissau de football est constituée par une sélection des meilleurs joueurs bissaoguinéens sous l'égide de la Fédération de Guinée-Bissau de football. Ses joueurs sont surnommés les "Djurtus".

## Histoire

### Participations à la Coupe d'Afrique des nations
En 2016, l'équipe de Guinée-Bissau réussit à terminer en tête de son groupe de qualifications pour la Coupe d'Afrique des nations (CAN) de 2017. Sur un ensemble de six rencontres, les bissau-guinéens remportent trois matchs et concède un nul sur un ensemble de six rencontres. Son groupe était alors constitué du Kenya, du Congo et de la Zambie ; à eux trois, ces nations cumulent vingt-neuf phases finales et deux titres (Congo et Zambie). De plus, la formation, emmenée par Baciro Candé, est composée de joueurs professionnels évoluant dans des clubs modestes d'Europe (en particulier au Portugal),. Cette qualification surprise permet à l'équipe de participer pour la première fois de son histoire à la CAN, et par extension à un tournoi majeur.
Pour son premier match de CAN, la Guinée-Bissau est intégrée dans le groupe A et affronte, le 14 janvier 2017, le Gabon lors du match d'ouverture. La rencontre se termine par un match nul face au pays organisateur. Toutefois, l'équipe subit également deux défaites contre le Cameroun (2-1) et le Burkina Faso (0-2) et elle finit dernière de son groupe, ce qui l'empêche de se qualifier pour la phase à élimination directe du tournoi.
En 2019, la Guinée-Bissau termine derechef première de son groupe de qualifications pour la CAN 2019.

## Palmarès

### Parcours enCoupe du monde
| Année | Position     |      | Année         | Position |                        | Année | Position |
| 1930  | Non inscrite | 1974 | Non inscrite  | 2010     | Non qualifiée          |       |          |
| 1934  | Non inscrite | 1978 | Non inscrite  | 2014     | Non qualifiée          |       |          |
| 1938  | Non inscrite | 1982 | Non inscrite  | 2018     | Non qualifiée          |       |          |
| 1950  | Non inscrite | 1986 | Non inscrite  | 2022     | Non qualifiée          |       |          |
| 1954  | Non inscrite | 1990 | Non inscrite  | 2026     | Éliminatoires en cours |       |          |
| 1958  | Non inscrite | 1994 | Non inscrite  | 2030     | À venir                |       |          |
| 1962  | Non inscrite | 1998 | Non qualifiée | 2034     | À venir                |       |          |
| 1966  | Non inscrite | 2002 | Non qualifiée |          |                        |       |          |
| 1970  | Non inscrite | 2006 | Non qualifiée |          |                        |       |          |

### Parcours enCoupe d'Afrique
| Année | Position    |      | Année             | Position |                   | Année | Position |
| 1957  | Non inscrit | 1982 | Non inscrit       | 2006     | Tour préliminaire |       |          |
| 1959  | Non inscrit | 1984 | Non inscrit       | 2008     | Tour préliminaire |       |          |
| 1962  | Non inscrit | 1986 | Non inscrit       | 2010     | Tour préliminaire |       |          |
| 1963  | Non inscrit | 1988 | Non inscrit       | 2012     | Tour préliminaire |       |          |
| 1965  | Non inscrit | 1990 | Non inscrit       | 2013     | Tour préliminaire |       |          |
| 1968  | Non inscrit | 1992 | Non inscrit       | 2015     | Tour préliminaire |       |          |
| 1970  | Non inscrit | 1994 | Tour préliminaire | 2017     | 1er tour          |       |          |
| 1972  | Non inscrit | 1996 | Forfait           | 2019     | 1er tour          |       |          |
| 1974  | Non inscrit | 1998 | Forfait           | 2021     | 1er tour          |       |          |
| 1976  | Non inscrit | 2000 | Non inscrit       | 2023     | 1er tour          |       |          |
| 1978  | Non inscrit | 2002 | Forfait           | 2025     | À venir           |       |          |
| 1980  | Non inscrit | 2004 | Forfait           | 2027     | À venir           |       |          |

## Sélectionneurs successifs
| Rang | Nom                  | Période     |
| ---- | -------------------- | ----------- |
| 1    | Guilherme Farinha    | 1990-1994   |
| 2    | Armando Miranda      | ....-2000   |
| 3    | Baciro Candé         | 2001-2009   |
| 4    | Luís Norton de Matos | 2010-2012   |
| 5    | Carlos Manuel        | 2012-2014   |
| 6    | Paulo Torres         | 2014-2016   |
| 7    | Baciro Candé         | 2016-2024   |
| 8    | Luís Boa Morte       | depuis 2024 |

## Classement FIFA
| Année                 | 1993 | 1994 | 1995 | 1996 | 1997 | 1998 | 1999 | 2000 | 2001 | 2002 | 2003 | 2004 | 2005 | 2006 | 2007 | 2008 | 2009 | 2010 | 2011 | 2012 | 2013 | 2014 | 2015 | 2016 | 2017 | 2018 | 2019 | 2020 |
| --------------------- | ---- | ---- | ---- | ---- | ---- | ---- | ---- | ---- | ---- | ---- | ---- | ---- | ---- | ---- | ---- | ---- | ---- | ---- | ---- | ---- | ---- | ---- | ---- | ---- | ---- | ---- | ---- | ---- |
| Classement mondial    | 131  | 122  | 118  | 133  | 148  | 165  | 173  | 177  | 174  | 183  | 186  | 190  | 186  | 191  | 171  | 186  | 194  | 147  | 163  | 174  | 184  | 133  | 146  | 68   | 86   | 120  | 118  | 120  |
| Classement en Afrique | –    | –    | –    | –    | –    | –    | –    | –    | –    | –    | –    | –    | –    | –    | 47   | 47   | 49   | 38   | 44   | 44   | 47   | 40   | 45   | 14   | 19   | 31   | 31   | 31   |

| Légende du classement mondial : Légende du classement africain : | - de 50 à 99 - de 1 à 19 | - de 100 à 149 - de 20 à 39 | - de 150 à 199 - de 40 à 49 |